# Iglesia reformada de Sâncrai
La iglesia reformada de Sâncrai (en rumano: Biserica reformată din Sâncrai) situada en Sâncrai, en el municipio de Aiud del distrito de Alba de Rumania. Está catalogada con el código LMI AB-II-a-B-00319, y con el Código RAN 1311.03. Incluye la iglesia, y un campanario de madera. 

## La iglesia
Desde el punto de vista arquitectónico, la iglesia se divide en dos partes: la nave y una ventana, que representan elementos de estilo románico. El arco triunfal y el santuario están construidos en estilo gótico de Transilvania. La iglesia era originalmente católica. Durante la aparición de la corriente reformada en Transilvania, la iglesia, junto con los feligreses, se reformaron. Se desconoce la fecha exacta, pero dado que las primeras parroquias reformadas aparecieron en la zona a mediados del siglo XVI, la transición al culto reformado en el pueblo de Sâncrai podría haberse producido entre 1570 y 1580. Se desconoce el fundador y constructor de la iglesia. El primer testimonio documental de la parroquia y de la iglesia católica de Sâncrai data de 1282, cuando la parroquia estaba bajo la jurisdicción de la diócesis de Alba Iulia. En 1332 se menciona a Sâncrai como una parroquia que paga diezmos a la Corte Pontificia en Roma. Mathias sacardos de Sancto Rege solvit IIII grossos, siendo Mathias el párroco de la parroquia. En otro documento, también de 1332, el nombre del sacerdote es Balasz.
La forma actual de la iglesia se remonta al siglo XIV. Consta de dos partes: la nave y el presbiterio. La nave está rodeada por seis pilares adosados a la muralla por el exterior. Solo las dos puertas, una construida, así como una ventana en la nave, recuerdan la especificidad transilvana de la arquitectura románica. En la parte exterior de la nave, junto al pilar izquierdo de la entrada sur, encontramos un fragmento de un relieve romano. Junto a la entrada occidental, existe otro relieve romano, en realidad una lápida. A través de las figuras que representa, prueba el cultivo de la vid en la zona y en la localidad. En la parte superior del relieve se representa a un legionario romano montado a caballo, y en la parte inferior a un nativo enmarcado por vides, cargado de racimos de uva. El interior del santuario está construido en estilo gótico. Los nervios que parten de las claves de la bóveda del santuario se disponen en dos puntos de apoyo simétricos, en forma de estrella. De las dos ventanas del santuario, una está decorada con figuras geométricas. El arco triunfal entre la nave y el presbiterio es de estilo gótico. Los balcones de la nave y el santuario se construyeron en 1763. La ornamentación pintada de los balcones se basa en motivos populares húngaros estilizados. El púlpito está hecho de piedra y ladrillo. No hay inscripciones en las paredes de la iglesia, ni hay murales. La iglesia no tuvo ni tiene torre, sino que a doscientos metros de la iglesia hay un campanario de madera de 1830.

## Galería

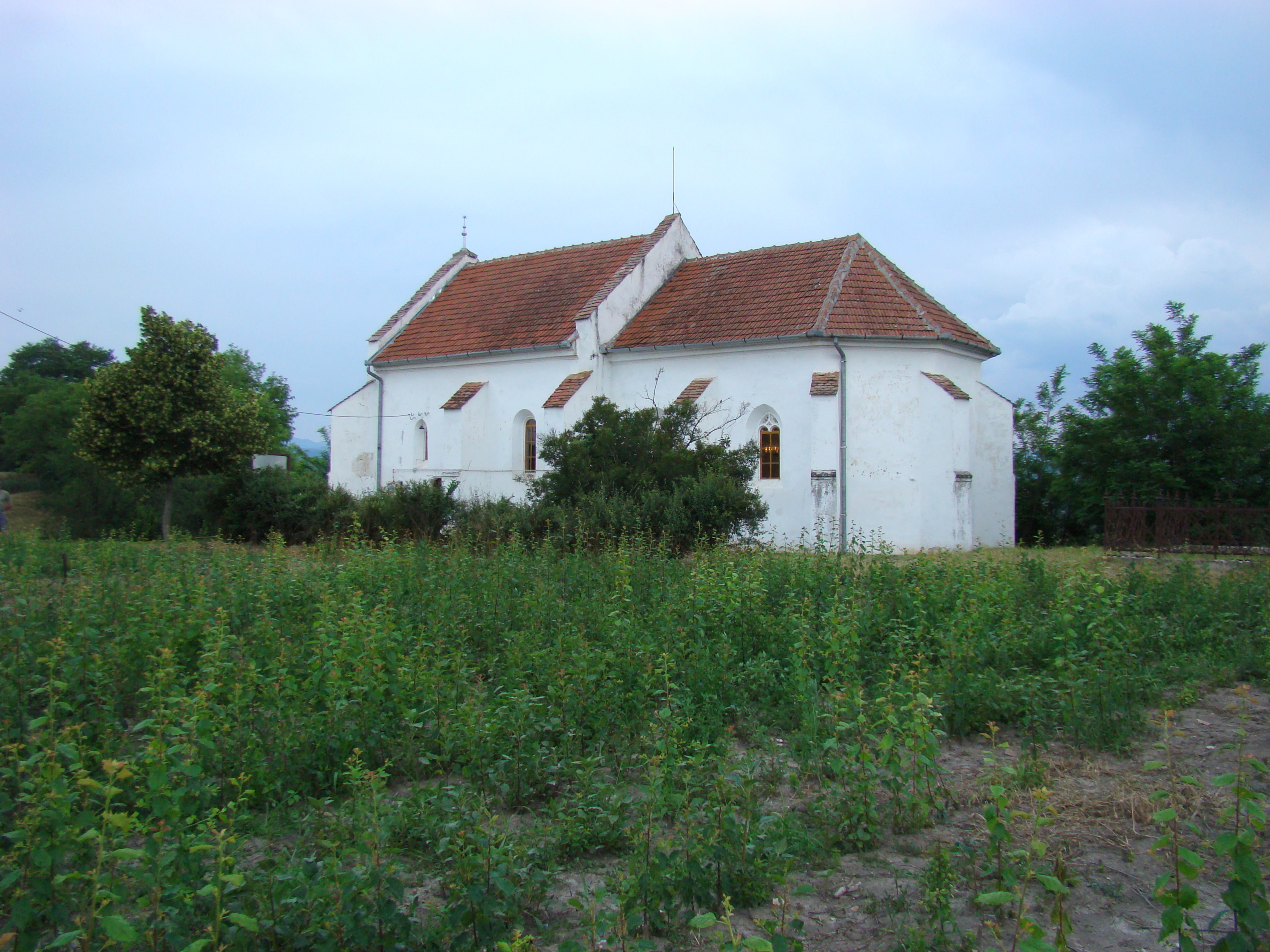
Vista de la iglesia.
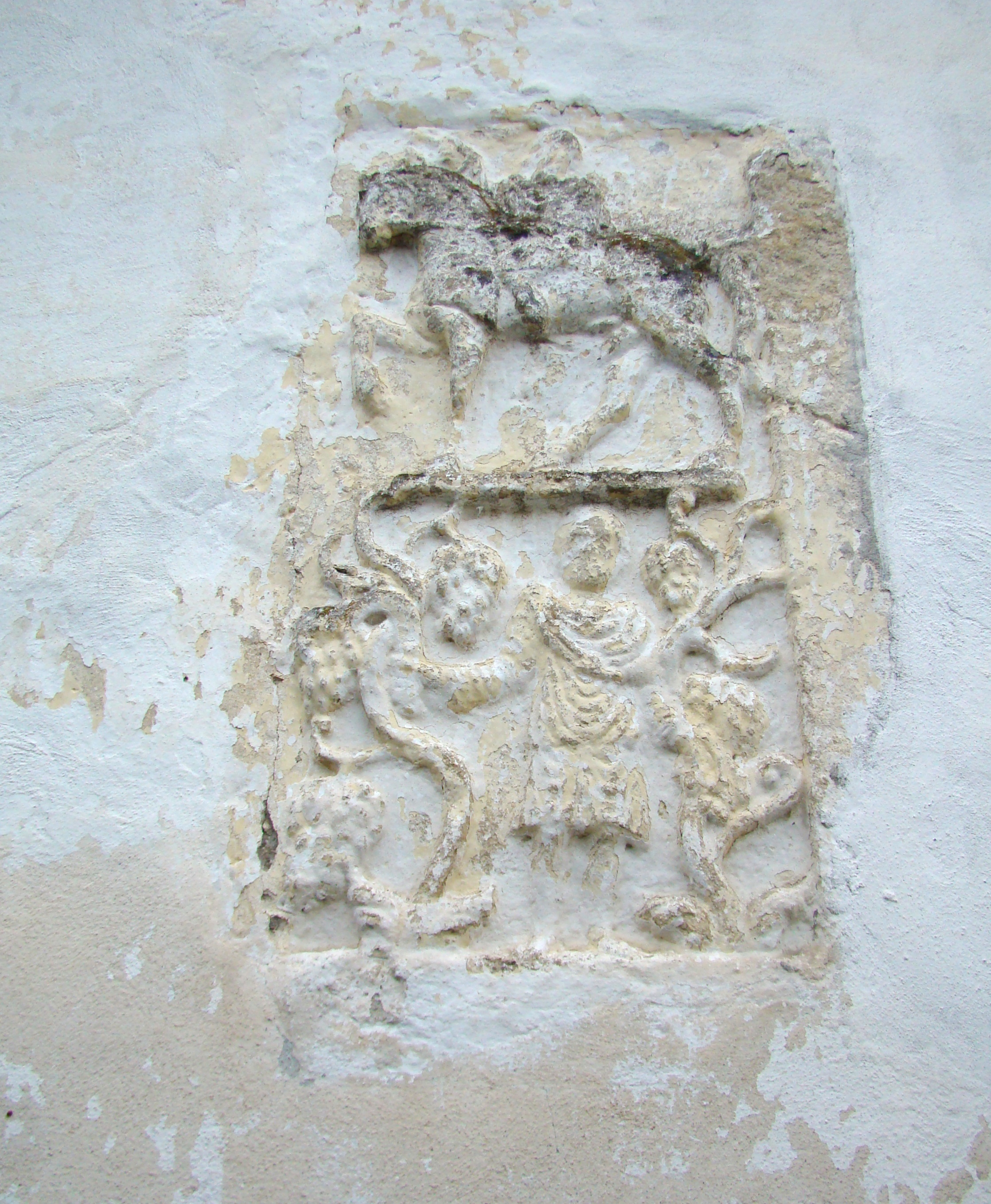
Relieve romano.
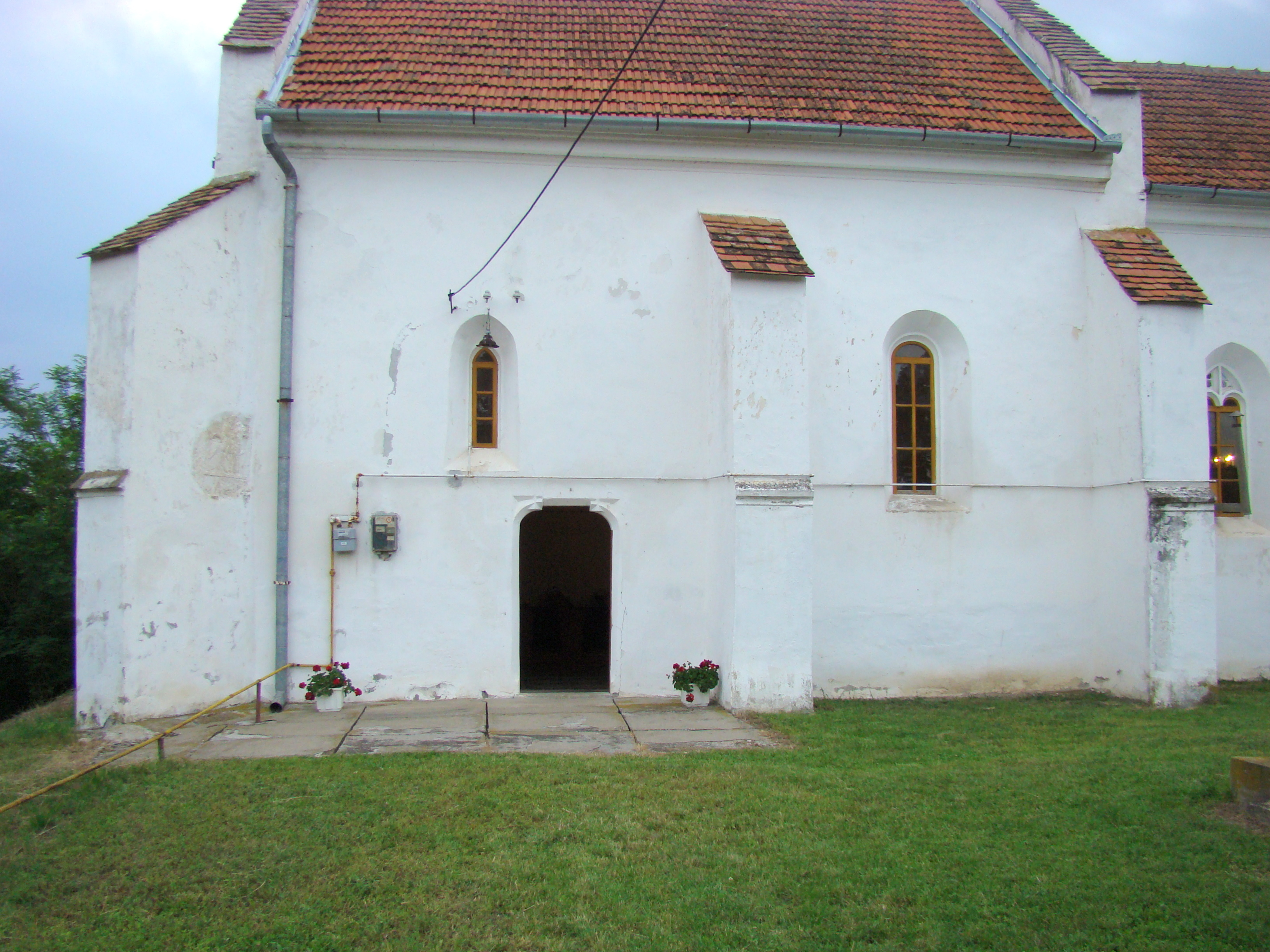
Otra vista de la iglesia.
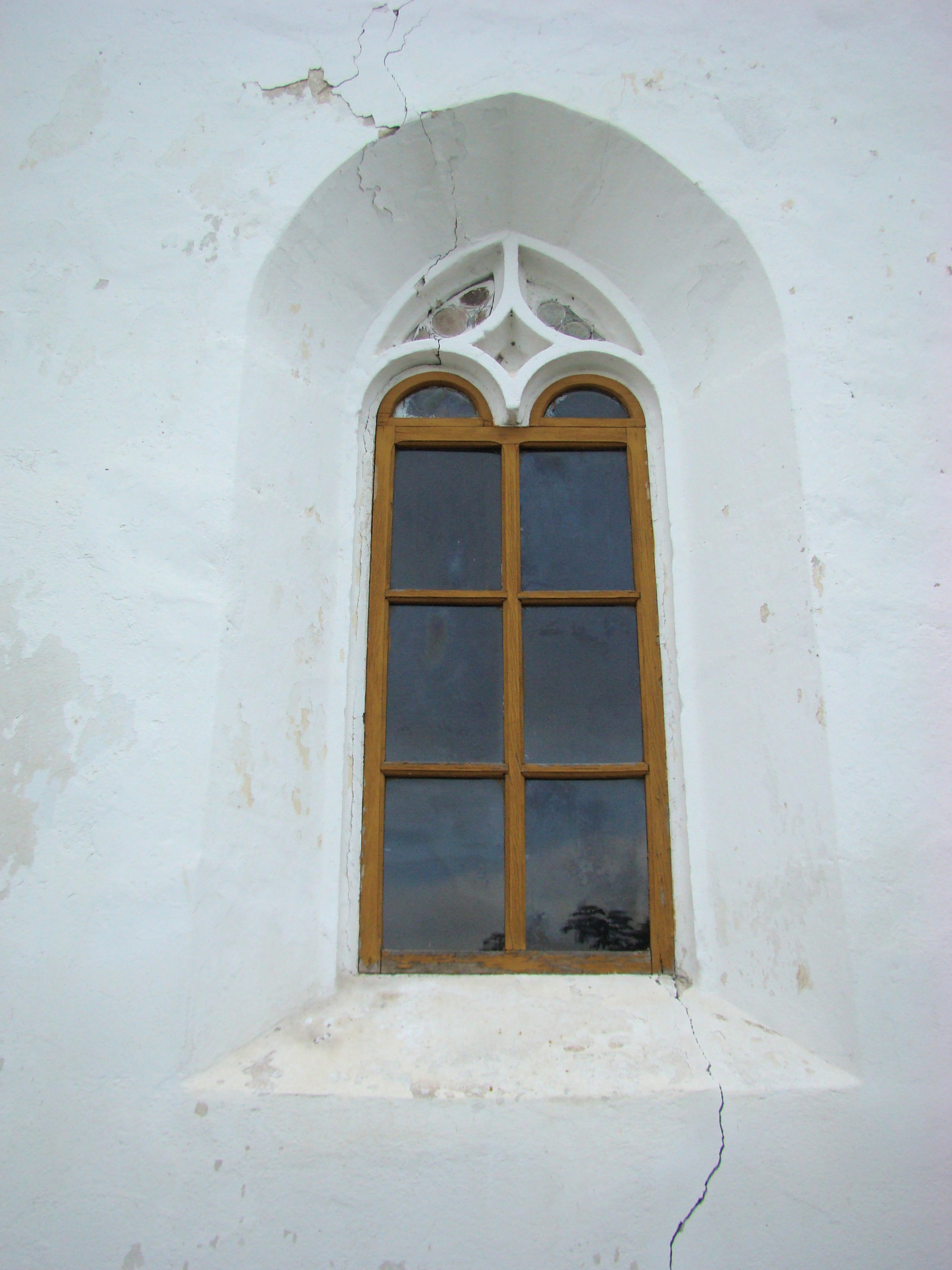
Detalle de una ventana.
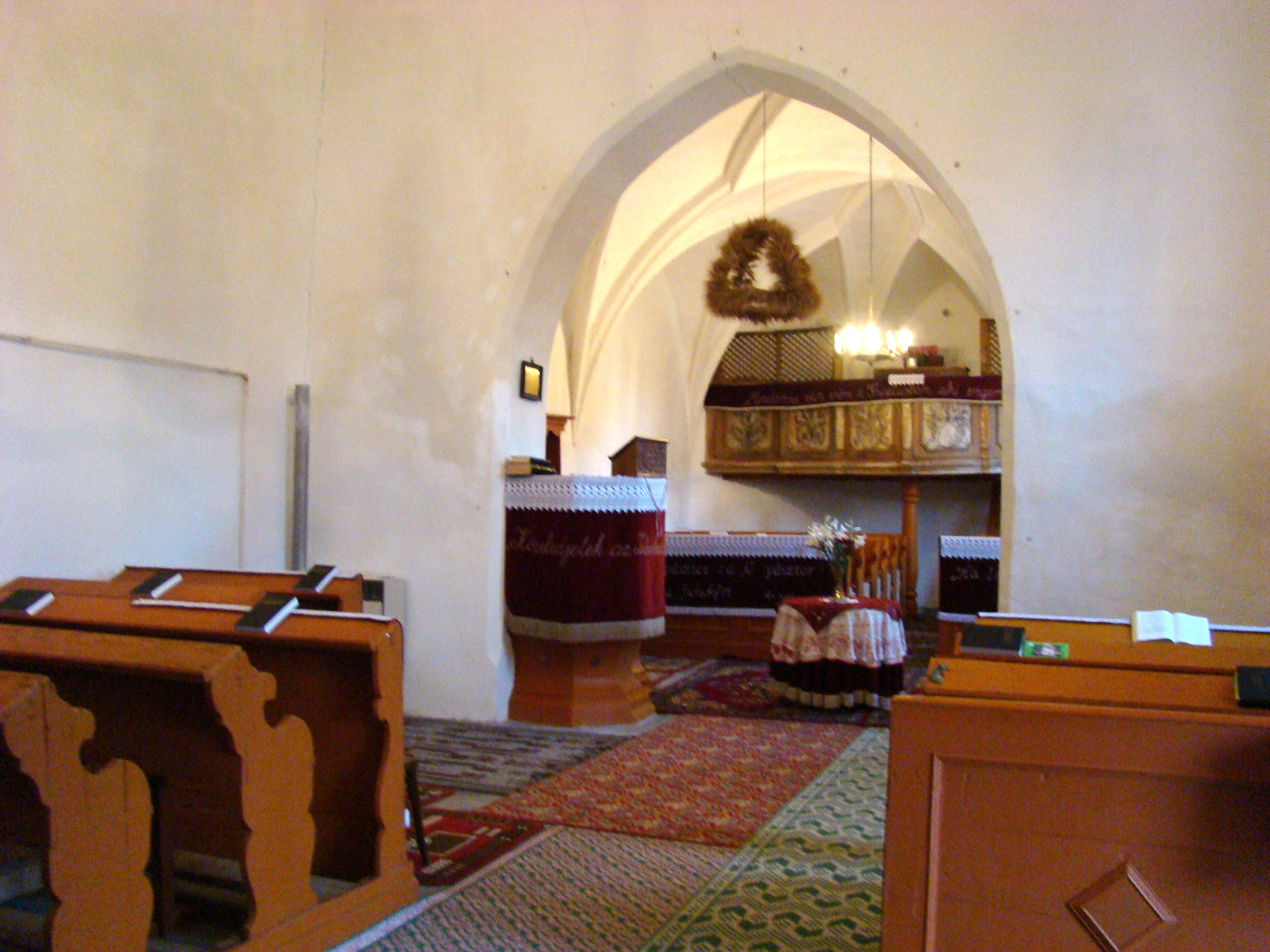
Interior de la iglesia.
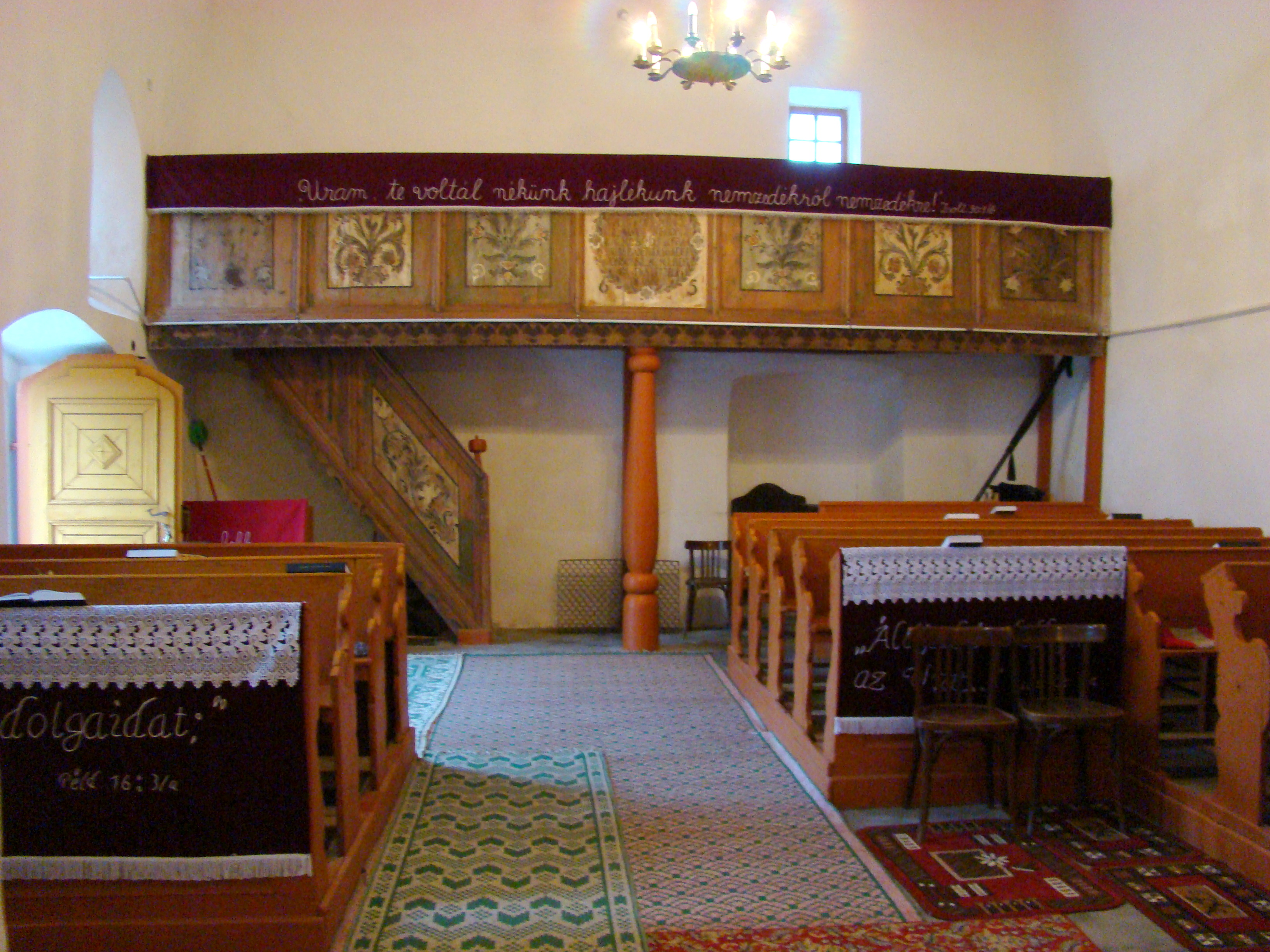
Balcón de la nave.
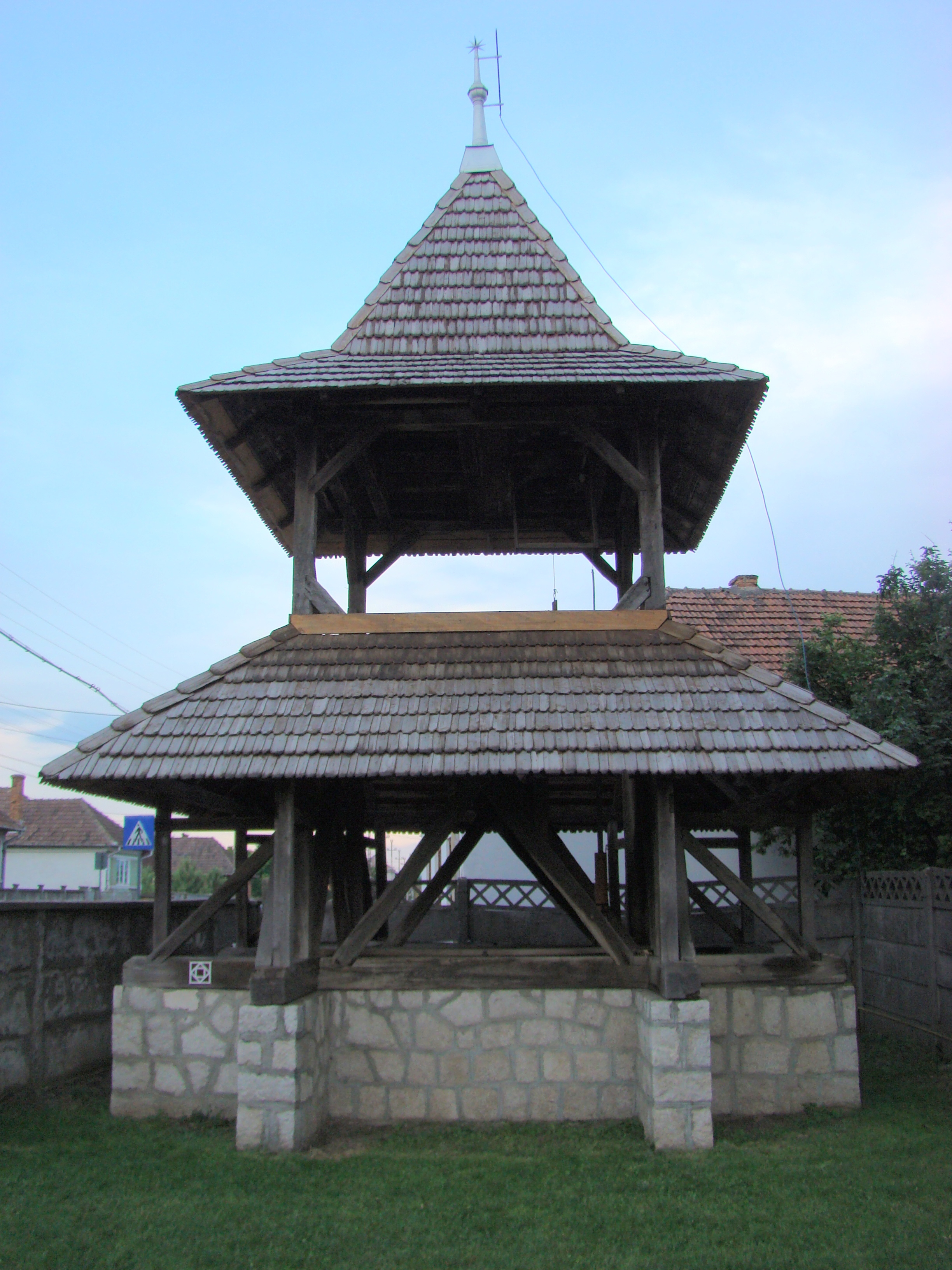
Campanario de madera, 1830.
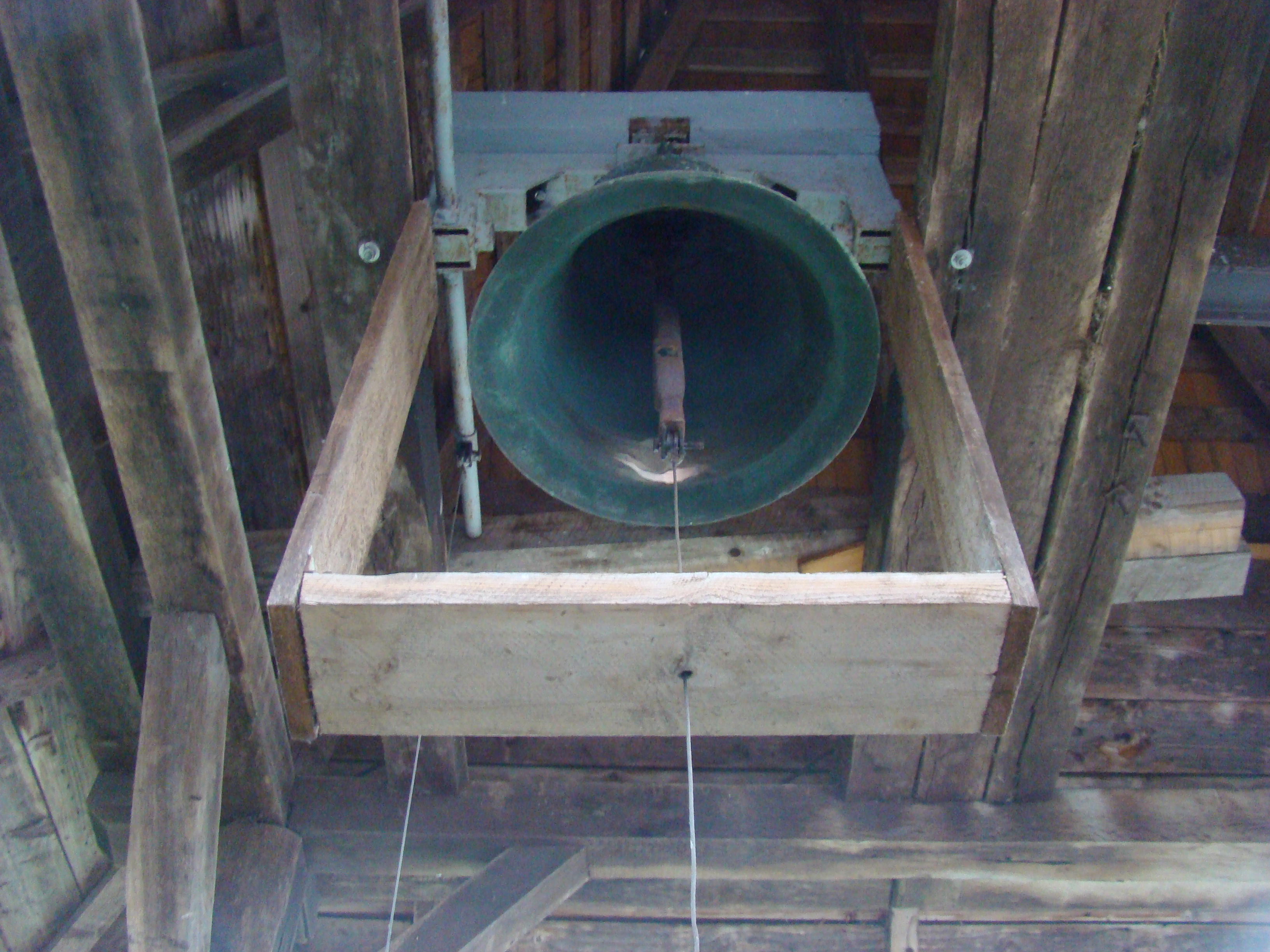
Campana.